# マーク・レッドフォード
マーク・レッドフォード（Mark Ledford、1960年 - 2004年11月1日）は、アメリカのトランペット奏者、歌手、そしてギタリスト。マルチプレイヤーであることとパット・メセニー・グループへの参加で知られている。

## 略歴
レッドフォードはデトロイトで育ち、1978年から1982年の間にバークリー音楽大学に通った。卒業後、ステファニー・ミルズ、ジョン・ヘンドリックス、スペシャルEFX、マイケル・ブレッカー、ケヴィン・ユーバンクス、ドン・バイロン、リヴィング・カラー、プリンス、ビル・エヴァンスといった面々とセッションワークをしながら、広告の仕事をしていた。また後に、スパイク・リー監督の映画『モ'・ベター・ブルース』と『ドゥ・ザ・ライト・シング』のサウンドトラックにも貢献した。
1986年、パット・メセニーとの仕事上の関係をスタートし、パット・メセニー・グループにて共演したり、アルバム『シークレット・ストーリー』や『スティル・ライフ』などのレコーディングに参加した。彼はまたボビー・マクファーリンのアカペラ・グループ、サークル (Circle)とも仕事した。
1990年から1992年の間、レッドフォードはカナダのアルバータ州にあるバンフセンターでトランペットのマスタークラスを教えていた。1998年には、マイルス・デイヴィスをトリビュートしたソロ・アルバム『Miles 2 Go』をリリースした。
2004年11月1日、レッドフォードはロサンゼルスにて心臓病で亡くなった。

## ディスコグラフィ

### ソロ・アルバム
- 『Miles 2 Go』 - Miles 2 Go (1998年)

### パット・メセニー・グループ
- 『スティル・ライフ』 - Still Life (Talking) (1987年)
- 『ウィ・リヴ・ヒア』 - We Live Here (1995年)
- 『イマジナリー・デイ』 - Imaginary Day (1997年)

### 参加アルバム
- パット・メセニー : 『シークレット・ストーリー』 - Secret Story (1991年)
- ユリ・ケイン : Love Fugue: Robert Schumann (2000年)
- フェイス・エヴァンス : 『フェイス』 - Faith (1995年)
- ジョー・ロック : 『ロンギング』 - Longing (1990年)
- ザ・リッピントンズ : 『ブラック・ダイヤモンド』 - Black Diamond (1997年)